# Андира
Андира (порт. Andirá) општина је у држави Парана у Јужном региону Бразила. Саставни је део мезорегиона Северни Пионеиро Паранаенсе. Део је и статистичко-економског микрорегиона Корнелио Прокопио. Заузима површину од 234.802 km², а 2006. године ју је насељавало 23.200 људи.